# 日本大学幼稚園
日本大学幼稚園（にほんだいがくようちえん）は東京都杉並区にある日本大学付属の幼稚園である。

## 概要

### 沿革
- 1927年12月22日 - 日本大学の付属幼稚園として創設
- 1931年 - 幼児プール設置
- 1948年 - 教育基本法、学校教育法の制定により、3年保育を開始
- 1975年 - 新園舎落成
- 2018年 - 校舎建て替え計画完成予定

### 所在地
東京都杉並区天沼1丁目31番14号
JR東日本中央線（快速）・中央・総武線（各駅停車）荻窪駅より徒歩12分
東京メトロ丸ノ内線荻窪駅より徒歩12分
JR東日本中央線（快速）・中央・総武線（各駅停車）阿佐ケ谷駅より徒歩12分

## 教育方針
- リズムのある生活
- バランスの保育
- ドラマが生まれる生活
- 外の遊びも部屋の遊びも大切にします。
- 自発的な遊びも、遊びのように楽しく指導される活動も大切にします。
- 生き生きした生活の中に規律を求めます。

## 著名な卒業生
- 干場弓子（編集者、文筆家、実業家、ディスカヴァー・トゥエンティワン創業者・前取締役社長）